# Nieuw Amsterdam
Nieuw Amsterdam – miasto w Surinamie; w dystrykcie Commewijne; około 1200 mieszkańców. Przemysł spożywczy, odzieżowy.